# Yellapur
Yellapur là một thị xã panchayat của quận Uttara Kannada thuộc bang Karnataka, Ấn Độ.

## Địa lý
Yellapur có vị trí 14°58′B 74°43′Đ / 14,97°B 74,72°Đ Nó có độ cao trung bình là 541 mét (1774 feet).

## Nhân khẩu
Theo điều tra dân số năm 2001 của Ấn Độ, Yellapur có dân số 17.938 người. Phái nam chiếm 51% tổng số dân và phái nữ chiếm 49%. Yellapur có tỷ lệ 73% biết đọc biết viết, cao hơn tỷ lệ trung bình toàn quốc là 59,5%: tỷ lệ cho phái nam là 79%, và tỷ lệ cho phái nữ là 68%. Tại Yellapur, 12% dân số nhỏ hơn 6 tuổi.